# 新祖宮
24°03′29″N 120°25′52″E / 24.058063°N 120.431206°E
鹿港新祖宮，正式名稱為敕建天后宮，位於台灣彰化鹿港，主祀媽祖的廟宇，興建於清乾隆五十三年（1788年），現為彰化縣縣定古蹟。新祖宮是台灣唯一一座由皇帝下詔以官費興建的媽祖廟，因是天子御賜建廟，所以在廟前立有「文武官員至此下馬」石碑。

## 沿革

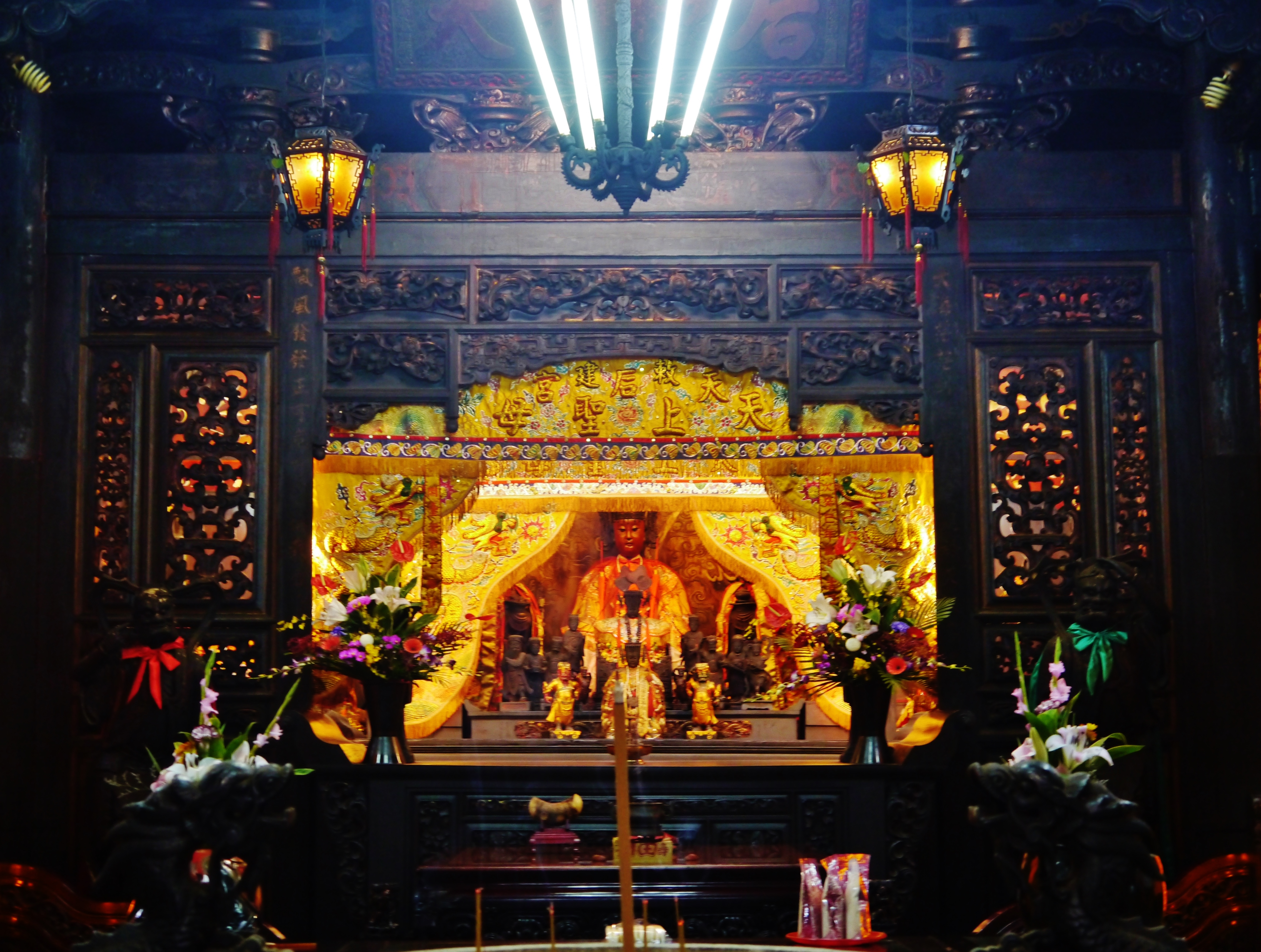
鹿港新祖宮正殿

乾隆五十一年（1786年），台灣發生林爽文事件，乾隆帝命陝甘總督福康安與參贊大臣海蘭察於鹿港登陸台灣，後來順利俘虜林爽文，所以後來乾隆帝下詔命福康安興建此廟，並加封媽祖為「護國庇民妙靈昭應宏仁普濟福佑群生誠感咸孚顯神贊順天后」。被稱為「新祖宮」，是要與鹿港原來就已經存在的媽祖廟鹿港天后宮作為區別，而後者也因此又名「舊祖宮」。此外，鹿港另有第三間媽祖廟鹿港興安宮，是三間媽祖廟之中年代最久的。新祖宮於嘉慶十一年（1806年）及道光十四年（1834年）兩度重修，於台灣日治時期因戰爭遭炮火破壞，至1970年再度重修。

## 特色

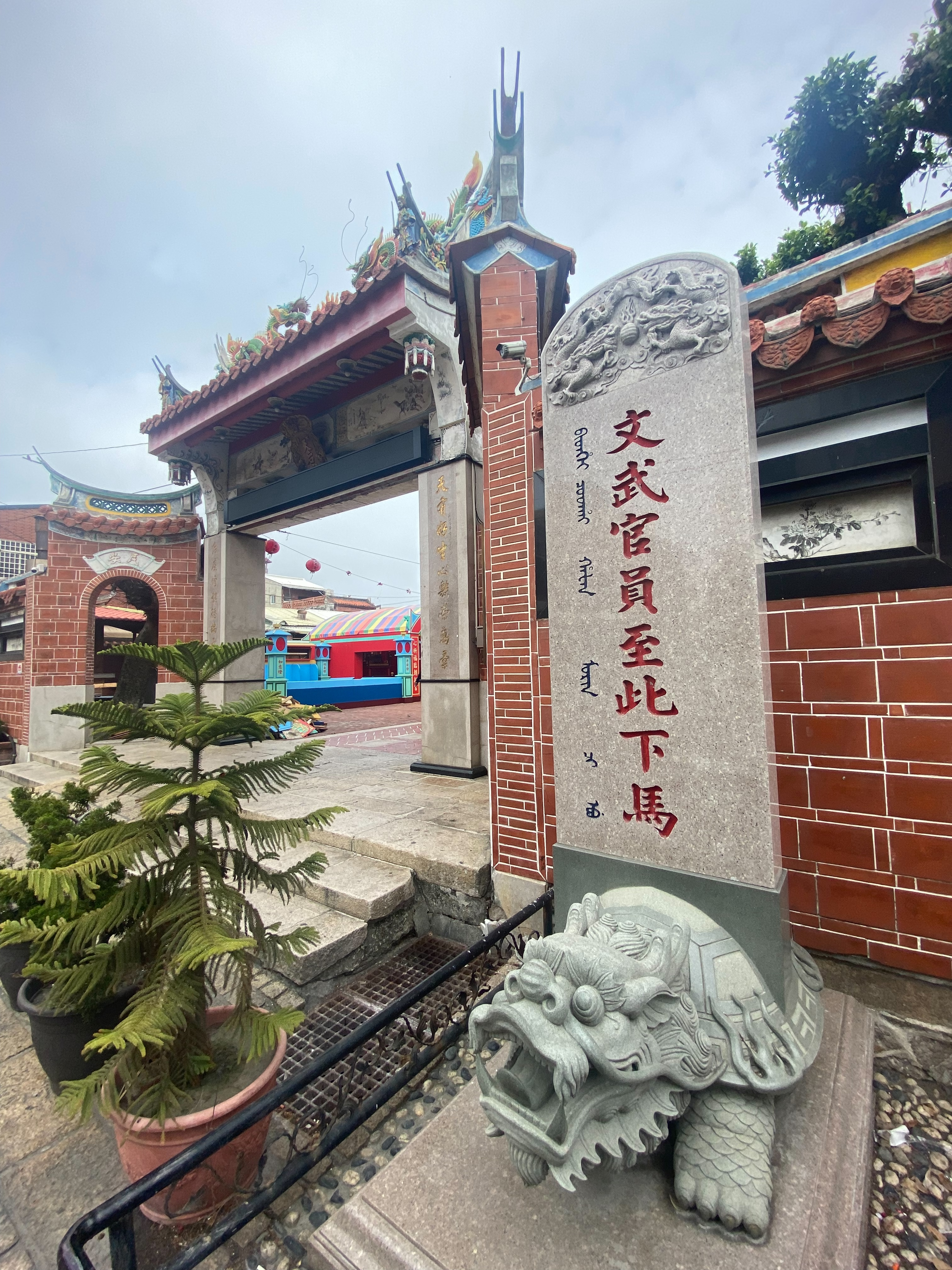
新祖宮的「文武官員至此下馬」碑

新祖宮中祭祀的媽祖神像為「軟身媽」，意即雖然頭手頸是木雕，但是身體是藤編，所以可以轉動手腳換穿衣服。另外，於媽祖兩旁的副神「金將軍千里眼」與「柳將軍順風耳」的神像為穿著清代官方正式服裝，是比較特別之處。由於是官廟，所以在清領時期時，每個月都會有官員負責祭祀。目前該廟保存有乾隆五十三年（1788年）的「敕建天后宮碑記」、乾隆五十七年（1792年）的「天后宮田產碑記」、嘉慶十一年（1806年）的「重修廟宇碑記」與道光十四年（1834年）的「重修天后宮碑記」等等四塊碑石，造成「鹿港八景」中的「新宮讀碑」。
正殿上方高懸清乾隆五十三年（1788年），由一等嘉勇公、太子太保、武英殿大學士福康安所立「后德則天」匾